# Peltops blainvillii
Il peltope di pianura (Peltops blainvillii (Lesson & Garnot, 1827)) è un uccello passeriforme della famiglia Artamidae.

## Etimologia
Il nome scientifico della specie, blainvillii, venne scelto in omaggio allo zoologo francese Henri Marie Ducrotay de Blainville.

## Descrizione

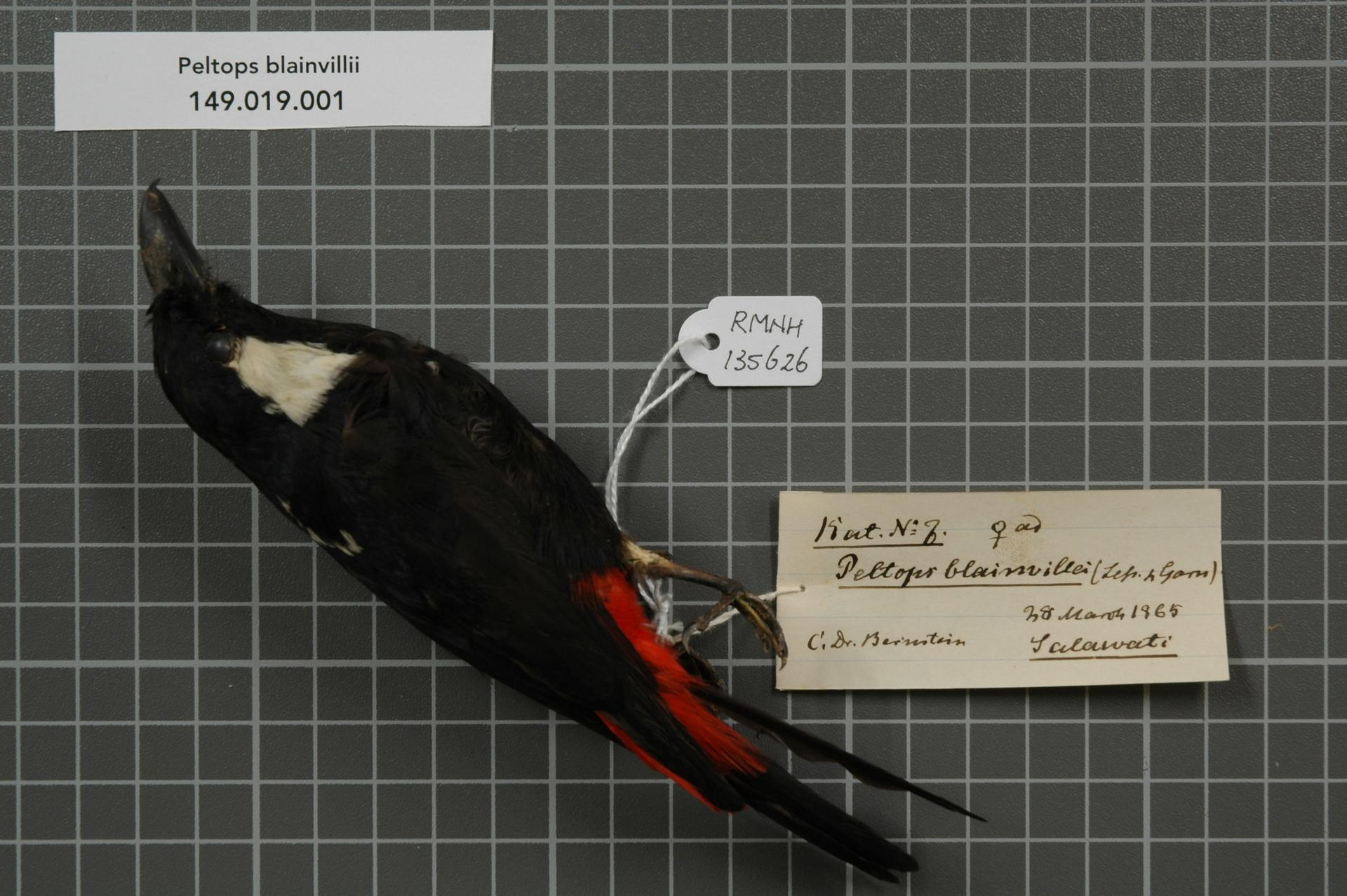
Veduta laterale di esemplare impagliato.

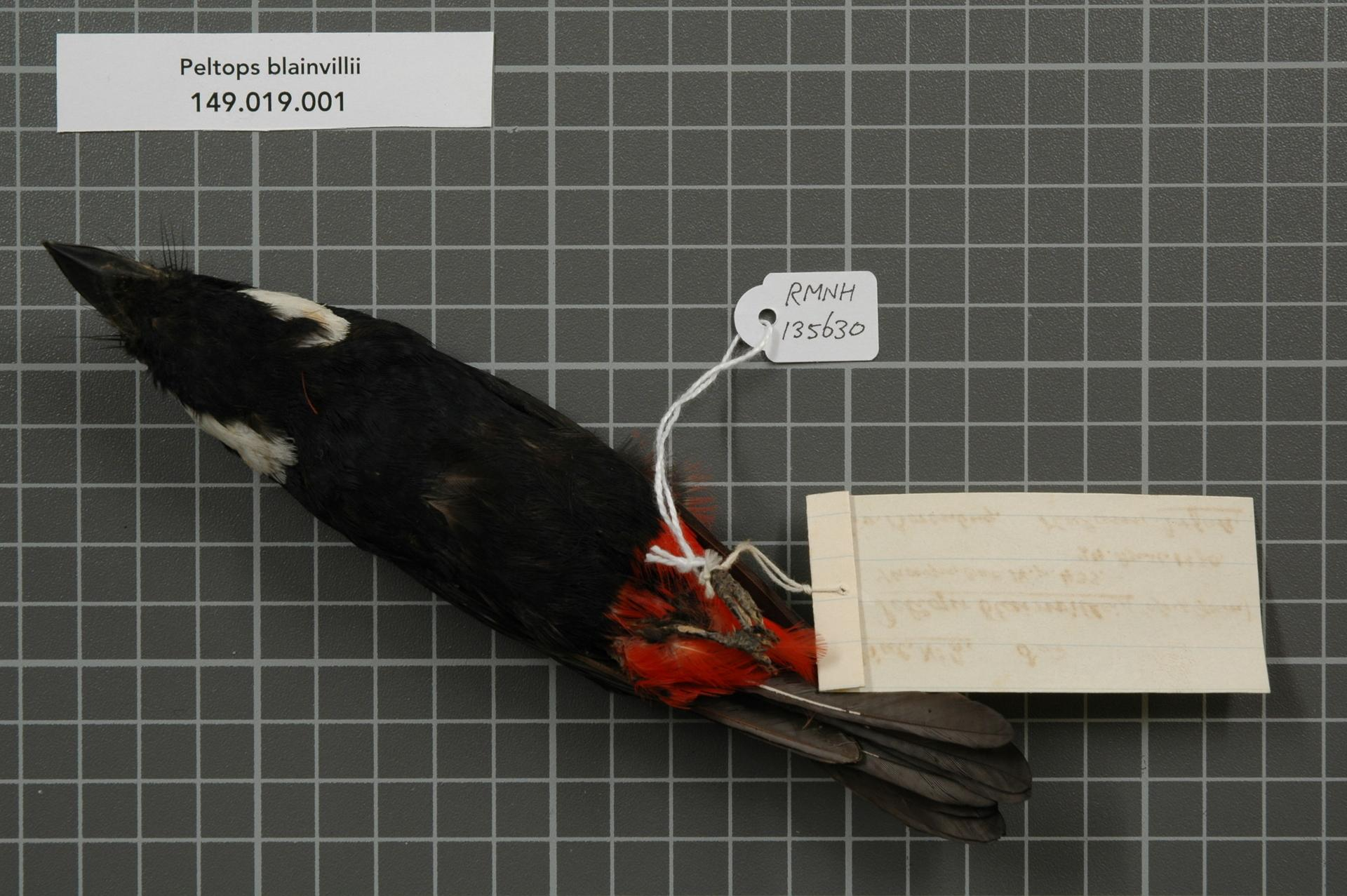
Veduta ventrale di esemplare impagliato.

### Dimensioni
Misura 18–19 cm di lunghezza, per 30 g di peso.

### Aspetto
Si tratta di uccelli dall'aspetto massiccio, muniti di grossa testa squadrata, ali appuntite, lunga coda con punta lievemente forcuta e becco forte munito inoltre di vibrisse alla base e dalla mandibola superiore dalla punta ricurva verso il basso.
Il piumaggio si presenta di colore nero-bluastro sulla maggior parte del corpo: fanno eccezione le guance, che sono di colore bianco, così come bianche sono una banda longitudinale che percorre la nuca e la parte superiore del dorso e l'area sotto l'attaccatura dell'ala, mentre il codione, il sottocoda ed il basso ventre sono di colore rosso scuro. I due sessi sono simili, con le femmine dal piumaggio meno brillante, con aree bianche meno estese e senza riflessi metallizzati bluastri, presenti nei maschi specialmente su testa e petto.
In ambedue i sessi il becco e le zampe sono di colore nerastro, mentre gli occhi sono di colore bruno-rossiccio.

## Biologia
Il peltope di pianura è un uccello dalle abitudini diurne e moderatamente gregarie, il quale passa la maggior parte della giornata da solo, in coppie o in gruppetti familiari di 3-4 individui appollaiato su di un ramo osservando i dintorni, allontanandosi silenziosamente in caso di pericolo o lanciandosi in picchiata su eventuali prede, in maniera paragonabile a quella dei pigliamosche.
Sebbene siano piuttosto silenti, questi uccelli emettono un richiamo che ricorda quello di un orologio che viene caricato.

### Alimentazione
Si tratta di uccelli dalla dieta insettivora, che si nutrono in massima parte di insetti catturati in volo, fra cui anche libellule.

### Riproduzione
La riproduzione di questi uccelli non è stata ancora studiata in maniera approfondita: in base ai dati finora raccolti, si desume che essa abbia luogo durante la seconda metà della stagione secca: il nido è piccolo e a forma di coppa, e probabilmente (come accade negli artamidi in generale) tutto il gruppo coopera all'allevamento della prole.

## Distribuzione e habitat

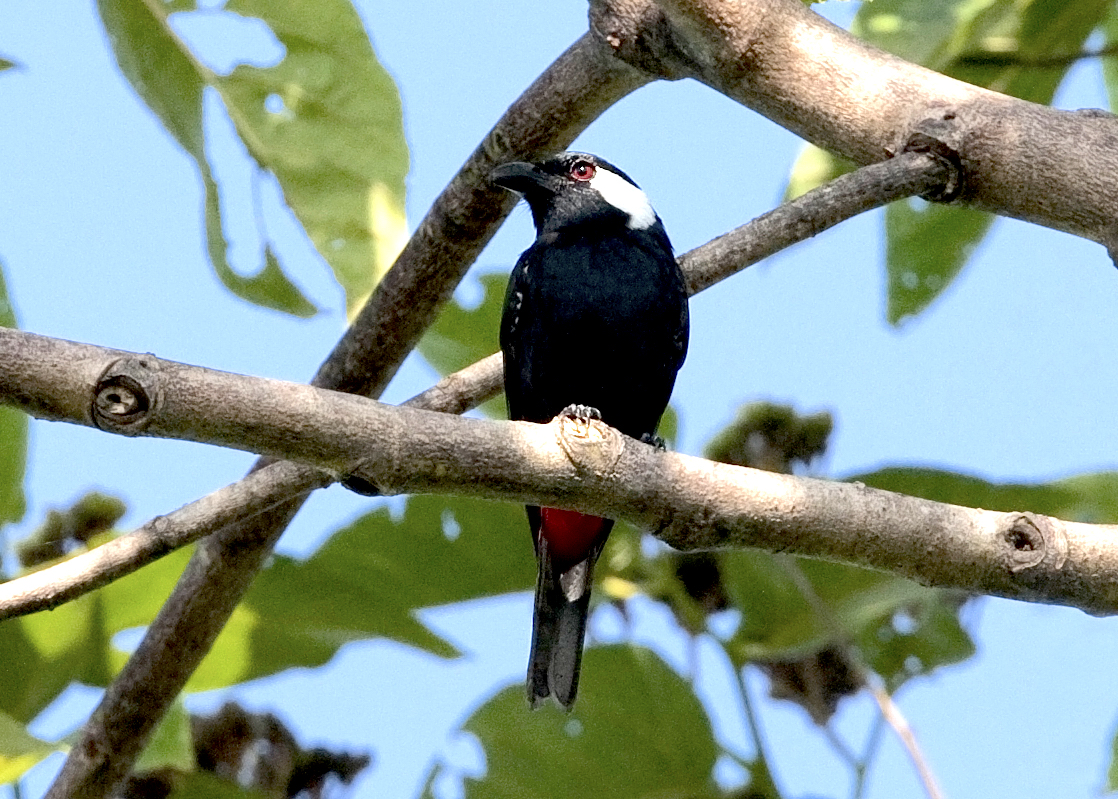
Esemplare nei pressi di Madang.

Il peltope di pianura è endemico della Nuova Guinea, della quale abita l'intera fascia pianeggiante costiera, risultando invece assente dalle zone montuose centrali e anche dall'area a sud del fiume Fly: questi uccelli vivono inoltre anche sulle isole di Waigeo, Salawati e Misool.
L'habitat di questi uccelli è rappresentato dalla canopia della foresta pluviale di pianura, specialmente laddove quest'ultima lascia il posto a spazi aperti, come radure, spiazzi in corrispondenza di grossi alberi caduti, fiumi o strade.